# Andrea Signoretto
Andrea Signoretto (Venezia, 29 giugno 1916 – ...) è stato un calciatore italiano, di ruolo difensore.

## Caratteristiche tecniche
Giocò nel ruolo di terzino destro.

## Carriera
Giocò nel campionato di Serie A 1939-1940 con il Venezia.

## Palmarès

### Club

#### Competizioni nazionali
- Serie B: 1

Liguria: 1940-1941
- Serie C: 2

Venezia: 1935-1936
Varese: 1942-1943